# Бэйб: Поросёнок в городе
«Бэйб: Поросёнок в городе» (англ. Babe: Pig in the City) — австралийский детский комедийный фильм 1998 года. Лента снята путём совмещения живых актёров и анимации. Продолжение картины 1995 года «Бэйб: Четвероногий малыш».

## Сюжет
Бэйб купается в лучах своей славы, став известным как единственный в своём роде поросёнок-пастух. Со всех уголков страны сыпятся приглашения принять участие в ярмарках, но хозяин, Артур Хоггетт, считает всё это ненужными глупостями и не отвечает на предложения.
Однажды Артур чинит водяной насос в колодце, а Бэйб, желая помочь, случайно сильно травмирует его. Теперь хозяин прикован к постели, а его жене, Эсме, приходится трудиться за двоих, но всё равно ферма становится на грань банкротства. Единственный выход из положения — заработать деньги, показав Бэйба на какой-нибудь престижной ярмарке, и Эсме, прихватив поросёнка, отправляется в путь.
Ожидая стыковочного рейса в аэропорту крупного города Метрополис, Бэйб знакомится со Снупом, полицейским биглем-ищейкой, который хвастается своей работой, и из-за него Эсме с багажом задерживают, подозревая её в провозе наркотиков. Ничего запрещённого у неё не обнаруживают, но время потеряно, и теперь ей с Бэйбом надо возвращаться домой с пустыми руками, да ещё необходимо где-то переждать два дня до обратного рейса.
Ни в одну гостиницу с поросёнком её не заселяют, но Эсме подсказывают одно место, где она сможет пожить с животным. Оставшись один в номере, Бэйб обнаруживает, что в этой гостинице живут несколько обезьян, собак и кошек. Оказавшись в номере обезьян, он принимает их предложение поучаствовать некоторое время в их цирковых представлениях и за это получить деньги на спасение своей фермы. Владелец этого маленького цирка и по совместительству клоун — Фагли Флум, дядя хозяйки гостиницы, мисс Флум. Уже на первом представлении Бэйб по неаккуратности устраивает пожар, и тяжело ранит Фагли. Его увозят в больницу, сопровождает дядюшку хозяйка гостиницы, а Эсме блуждает по городу в поисках пропавшего поросёнка и попадает в полицию из-за несчастного случая — звери остаются одни во всём здании.
Мучимые голодом, вечером обезьяны выбираются в соседний магазин украсть что-нибудь, а Бэйб помогает им, отвлекая двух злобных собак. Одна из них, бультерьер, преследует поросёнка и едва не тонет в канале, но Бэйб спасает пса, и тот, в благодарность, призывает всех зверей гостиницы избрать поросёнка своим лидером.
В ту же ночь в гостиницу врываются ловцы животных, насланные злой соседкой, которые пленяют всех обитателей гостиницы, кроме Бэйба, гусака Фердинанда, который только добрался до своего друга с родной фермы, панамского капуцина Тага и собаки-инвалида Флилика. Используя своё замечательное обоняние, Бэйб ведёт маленький отряд на спасение друзей — след приводит в клинику, где запертых по клеткам животных ничего хорошего не ждёт. Бэйб с друзьями всех освобождают, животные по трубе перебираются в соседнее здание, которое оказывается рестораном. Поросёнок, гусак, кошки, собаки и обезьяны устраивают там настоящий переполох, а все повара горят желанием изловить такого сочного молоденького поросёнка. В критический момент в ресторан приезжают Эсме и мисс Флум, в итоге все животные оказываются спасены.
Мисс Флум продала свою гостиницу, а на вырученные деньги помогла хозяевам Бэйба оплатить долги фермы, куда и перебралась со всеми своими питомцами.

## В ролях
Большинство исполнителей главных ролей из первой части фильма сыграли свои те же самые роли и в этой ленте, хотя многие из них получились второго плана или даже эпизодическими, так как в «Поросёнке в городе» основное внимание сосредоточено на приключениях Бэйба.
| Актёр           | Роль                                     |
| --------------- | ---------------------------------------- |
| Магда Шубански  | Эсме Корделиа Хоггетт жена фермера       |
| Джеймс Кромвелл | Артур Хоггетт фермер                     |
| Мэри Стейн      | мисс Флум хозяйка гостиницы для животных |
| Микки Руни      | Фагли Флум дядя мисс Флум, клоун         |
| Пол Ливингстон  | злой полицейский                         |

### Озвучивание
| Актёр             | Роль                                           |
| ----------------- | ---------------------------------------------- |
| Элизабет Дэйли    | поросёнок Бэйб                                 |
| Дэнни Манн        | Фердинанд, гусак/Таг обезьяна                  |
| Стивен Райт       | Боб обезьяна                                   |
| Роско Ли Браун    | рассказчик за кадром                           |
| Гленн Хидли       | Зути обезьяна                                  |
| Джеймс Космо      | Телоний обезьяна                               |
| Стэнли Ральф Росс | бультерьер/доберман                            |
| Расси Тейлор      | розовый пудель/руководительница кошачьего хора |
| Майлс Джеффри     | Изи                                            |
| Адам Голдберг     | Флилик, джек-рассел-терьер без задних лап      |
| Эдди Барт         | Найджел/Алан                                   |
| Билл Капицци      | Снуп, бигль ищейка в аэропорту                 |
| Мириам Маргулис   | Флай                                           |
| Хьюго Уивинг      | Рекс                                           |
| Джим Каммингс     | пеликан                                        |
| Кэти Лей          | голодный котёнок                               |
| Натан Кресс       | Изи/щенок                                      |
| Эл Манчини        | золотая рыбка                                  |

## Избранные награды и номинации
- 1999 — премия «Оскар» в категории «Лучшая музыка, оригинальная песня» Рэнди Ньюману за песню That'll Do — номинация.
- 1999 — премия «Сатурн» в категории «Лучший фильм-фэнтези» — номинация.
- 1999 — премия BAFTA в категории «Лучшие спецэффекты» — номинация.
- 1999 — премия «Спутник» в категориях «Лучшая оригинальная песня» и «Лучшие спецэффекты» — обе номинации.
- 1999 — премия «Молодой актёр» в категориях «Лучшая анимационная семья» и «Лучшее озвучивание» (Майлсу Джеффри[англ.]) — обе номинации.
- 1999 — премия «Молодая звезда»[англ.] в категории «Лучшее озвучивание» (Майлсу Джеффри) — победа.

## Производство
Озвучить главную роль пригласили Кристин Кавано, которая сделала это в первой части фильма, но та отказалась, ссылаясь на низкий гонорар, тогда роль отдали Элизабет Дэйли.
При показе по телевидению из ленты обычно вырезают моменты, в котором едва не тонет бультерьер и в котором люди едва не убивают гусака Фердинанда, для получения рейтинга G вместо PG.
Действие картины происходит в вымышленном крупном городе Метрополис, являющимся собирательным образом большой городской агломерации. Можно заметить здания самых разных архитектурных стилей, некоторые критики отмечают схожесть Метрополиса со Страной Оз наших дней, а часть города расположена на острове, очень похожем на остров Манхэттен. В кадрах, где показан общий вид на Метрополис, легко узнаются такие здания и сооружения разных городов мира как Всемирный торговый центр, Уиллис-тауэр, Крайслер-билдинг, Эмпайр-стейт-билдинг, IDS Center, МетЛайф Билдинг, Сиднейский оперный театр, Знак Голливуда, мост Золотые Ворота, Берлинская телебашня, Биг-Бен, Красная площадь, Статуя Свободы, Эйфелева башня и др., что ещё раз указывает на собирательность образа Метрополиса. На обложке DVD с фильмом некоторые из этих зданий изображены, а некоторые нет, но при этом дорисованы не показанные в ленте: Уолл-стрит, 40, Флэтайрон-билдинг, Всемирный финансовый центр и Башня Банка США. Каналы города напоминают венецианские или амстердамские.

## Критика
В отличие от первой части фильма, которая обладала очаровательной беззаботной атмосферой, «Поросёнок в городе» был снят в заметно более мрачных тонах. В связи с этим он провалился в прокате: при бюджете в 90 миллионов долларов он собрал по всему миру чуть более 69 миллионов. Впрочем, спустя годы некоторые критики признают, что это продолжение фильма в своё время было недооценено.
Критики в общем оценили фильм средне с небольшим перевесом в плюс. Особенно много негативных отзывов пришло от зрителей, видевших первую часть ленты. Тем не менее, известный кинокритик и журналист Джин Сискел назвал «Поросёнка в городе» лучшим фильмом 1998 года, превосходящим свою первую часть; также высоко оценил ленту критик Роджер Эберт. В 2010 году о том, что он является фанатом этого фильма, заявил певец и композитор Том Уэйтс. «Поросёнок в городе» принёс своим создателям убыток в 21 миллион долларов, в то время как «Четвероногий малыш» — прибыль в 224 миллиона.